# مطار سانت لويس الدولي
مطارلامبرت سانت لويس الدولي (بالإنجليزية: Lambert-St. Louis International Airport)‏ (إياتا:  STL ، إيكاو: KSTL ، معرف الموقع إف إيه إيه:  STL) مطار دولي في مدينة سانت لويس في الولايات المتحدة الأمريكية، افتتح سنة 1920 ويخدم سانت لويس العظمى ويقع بالتحديد على بعد 16 كيلا من سانت لويس باتجاه الشمال الغربي. كان من ضمن أزحم مطارات العالم من حيث عدد الركاب من عام 2000 وحتى عام 2003.يعد الخط الجوي الواصل من مطار سانت لويس إلى مطار أوهير الدولي في شيكاقو أزحم خطوط المطار من حيث عدد الركاب حيث سافر في عام 2010 زهاء 461 ألف راكب من سانت لويس إلى شيكاقو.

## إحالات
1. ↑  حقائق المطار من موقع وكالة الطيران الاتحادية المشباكي. [وصلة مكسورة] نسخة محفوظة 29 مارس 2012 على موقع واي باك مشين.
2. ↑  معلومات أعداد الركاب من موقع الوكالة الاتحادية المشباكي. نسخة محفوظة 29 مارس 2012 على موقع واي باك مشين. "نسخة مؤرشفة". مؤرشف من الأصل في 2012-03-29. اطلع عليه بتاريخ 2019-09-05.{{استشهاد ويب}}:  صيانة الاستشهاد: BOT: original URL status unknown (link)
3. ↑  احصاءات مطار سانت لويس من دائرة حكومية أمريكية. نسخة محفوظة 05 يناير 2016 على موقع واي باك مشين.